# Вилашек, Лукаш
Лу́каш Вила́шек (пол. Lukas Wilaschek; 30 апреля 1981, Катовице) — немецкий боксёр польского происхождения, выступал за сборную Германии в первой половине 2000-х годов. Дважды серебряный призёр чемпионатов Европы, победитель многих международных турниров и национальных первенств, участник летних Олимпийских игр в Афинах. В период 2004—2008 успешно боксировал на профессиональном уровне, был претендентом на пояс интернационального чемпиона ВБС, но из-за серьёзной травмы вынужден был рано завершить карьеру.

## Биография
Лукаш Вилашек родился 30 апреля 1981 года в польсоком городе Катовице, однако вскоре их семья эмигрировала в ФРГ. Первого серьёзного успеха на ринге добился в 1997 году, когда выиграл серебряную медаль на юниорском чемпионате Европы — с этого момента стал попадать в основной состав национальной сборной. В 2002 году сумел дойти до финала на взрослом европейском первенстве в Перми (в решающем матче был побеждён россиянином Андреем Мишиным). Благодаря череде удачных выступлений удостоился права защищать честь страны на летних Олимпийских играх 2004 года в Афинах, планировал побороться здесь за медали, одолел австралийца Джейми Питтмена, но уже во втором своём матче на турнире проиграл украинцу Олегу Машкину. Также в этом сезоне съездил на чемпионат Европы в Пулу, откуда привёз ещё одну серебряную медаль (в финале не смог победить россиянина Гайдарбека Гайдарбекова). После этих соревнований решил попробовать себя в профессиональном боксе и покинул сборную, всего среди любителей провёл 130 поединков, из них 115 окончил победой.
Вилашек подписал контракт с гамбургской промоутерской компанией Spotlight Boxing, после чего начал подготовку под руководством известного немецкого специалиста Михаэля Тимма. Уже в сентябре 2004 года провёл свой первый профессиональный бой, в третьем раунде техническим нокаутом победил словака Антона Ласчека. В течение трёх последующих лет одержал около двадцати побед подряд, во втором среднем весе завоевал и несколько раз защитил пояс интернационального чемпиона Германии. Первое и единственное поражение потерпел в декабре 2008 года от соотечественника Роберта Штиглица — в двенадцатираундовом бою за вакантный титул интернационального чемпиона по версии Всемирного боксёрского совета (ВБС) проиграл раздельным решением судей. На тот момент Вилашеку было всего лишь 28 лет, и он не оставлял желания стать чемпионом, однако в апреле 2009 года после одной из тренировок у него произошло кровоизлияние в мозг, и из соображений безопасности спортивную карьеру пришлось завершить. Всего на профессиональном ринге он провёл 23 боя, одержал 22 победы, в том числе 7 матчей окончились досрочно.